# 風を待って
「風を待って」（かぜをまって）は、小田和正の楽曲。2021年1月1日にソニー・ミュージックレーベルズ（Little Tokyo / Ariola Japanレーベル）より配信限定リリース。

## 解説
2018年5月発売の「この道を/会いに行く/坂道を上って/小さな風景」以来約2年9か月ぶりとなる本作は、自身初となる配信限定シングルとなる。2020年7月より既にオンエアされている明治安田生命企業CMソングで、一般から応募された写真でつづられるCMでは、20年以上にわたって小田の楽曲が使われているが、書き下ろし曲の提供は2014年から放映を開始した「愛になる」シリーズの楽曲「愛になる」以来約6年ぶりとなるこの曲は、明治安田生命の新企業イメージCM『風を待って』シリーズのために書き下ろされた。
また、テレビ朝日系木曜ミステリー『遺留捜査』第6シリーズおよび第7シリーズの主題歌にもなっており、小田が同作の主題歌を手掛けるのは前作の『小さな風景』に続いてとなる。なお、第7シリーズでは「やさしい風が吹いたら」、「小さな風景」と併用された。
2021年12月25日（同年12月24日深夜）、TBS系『クリスマスの約束2021』でも披露された。

## 収録曲
| 全作詞・作曲・編曲: 小田和正。 |                                                                                         |          |            |      |
| #                              | タイトル                                                                                | 作詞     | 作曲・編曲 | 時間 |
| 1.                             | 「風を待って」(明治安田生命企業CMソング、テレビ朝日系 木曜ミステリー『遺留捜査』主題歌) | 小田和正 | 小田和正   | 4:35 |

## レコーディング・メンバー
- 木村万作 - ドラムス & パーカッション
- ネイザン・イースト - ベース
- 佐橋佳幸 - ギター
- 金原千恵子ストリングス - ストリングス
- 朝川朋之 - ハープ
- 大橋卓弥 - コーラス
- 熊木杏里 - コーラス
- JUJU - コーラス
- 根本要 - コーラス
- 松たか子 - コーラス
- 水野良樹 - コーラス
- 矢井田瞳 - コーラス
- 和田唱 - コーラス
- 望月英樹 - プログラミング